# NGC 1145
NGC 1145 è una galassia a spirale vista di taglio e situata nella costellazione dell'Eridano, a una distanza di circa 90 milioni di anni luce dalla nostra Via Lattea.

## Scoperta
La galassia è stata scoperta l'11 dicembre 1835 dall'astronomo britannico John Herschel.

## Descrizione
NGC 1145 ha una classe di luminosità III e presenta una larga riga a 21 cm dell'idrogeno neutro.